# Xi’an Y-20
Xi’an Y-20 Kunpeng (chiń. 运-20; pinyin Yùn-20) – chiński samolot transportowy zaprojektowany przez 603 Instytut Aviation Industry Corporation of China a zbudowany w wytwórni Xi’an Aircraft Industrial Corporation we współpracy z Shaanxi Aircraft Corporation. 

## Historia

### Geneza
Celem chińskich konstruktorów, projektujących Y-20 było znalezienie środka zdolnego do transportu drogą powietrzną uzbrojenia chińskiej armii. 
Chińskie transportowce typu Shaanxi Y-9 i Shaanxi Y-8 nie są zdolne do realizacji tego typu zadań, nie mogą przewozić na swoich pokładach chińskich czołgów, wozów bojowych, dział samobieżnych czy systemów obrony powietrznej. Podobnymi ograniczeniami charakteryzują się importowane Ił-76. Z drugiej strony, rosyjski producent nie jest w stanie sprostać potrzebom Sił Powietrznych Chińskiej Armii Ludowo-Wyzwoleńczej. Zaradzić zaistniałym problemom ma Y-20.

### Projekt
Prace nad samolotem rozpoczęły się oficjalnie w 2000 roku. Tym niemniej, wydług niepotwierdzonych źródeł, prace nad nowym transportowecem oznaczonym wstępnie jako Y-9, rozpoczęto już w 1993 roku. W 2007 roku nieoficjalnie ujawniono makietę maszyny. W prace konstrukcyjne zaangażowane zostały biura konstrukcyjne zakładów Xi'an Aircraft Industrial Corporation (XAC), Chengdu Aerospace Corporation (CAC), Shenyang Aircraft Corporation (SAC) oraz 603 Instytut. Głównym konstruktorem samolotu został inżynier Tang Chang Hong z zakładów Xi'an. Obok zadań transportowych, w przyszłości samolot ma również pełnić rolę platformy, na bazie której zostaną zbudowane samoloty dozoru radiolokacyjnego oraz powietrzne tankowce. Obok prac rodzimych przedsiębiorstw i biur konstrukcyjnych, w pracę nad mowym samolotem zaangażowano zagraniczne ośrodki. W 2004 roku Chińczycy pozyskali projekt samolotu TTS (Tiażołyj Transportnyj Samolot), opracowanego w Biurze Konstrukcyjnym im. Antonowa w Kijowie pod kierunkiem P. Bałabujewa. W 2009 roku oficjalnie podano do publicznej wiadomości fakt konstruowania Y-20. W tym samym roku, 20 sierpnia rozpoczęto budowę tylnej części kadłuba samolotu, za którą odpowiedzialne były zakłady SAC. Zmiana oznaczenia nastąpiła po tym, gdy nazwę Y-9 otrzymała zmodernizowana wersja samolotu Y-8, tym samym nowa konstrukcja otrzymała oznaczenie Y-20. Pod koniec 2012 roku upublicznione zostały zdjęcia, na których widoczny jest nowy chiński transportowiec podczas prób kołowania na płycie lotniska zakładów w Xi’an. Zdjęcia pozyskane zostały w grudniu, dzięki fotografiom cywilnego satelity kartograficznego. 2 stycznia 2013 roku chińskie władze oficjalnie potwierdziły fakt istnienia nowego samolotu transportowego. Do swojego pierwszego lotu samolot wzbił się 26 stycznia 2013 roku o godzinie 14:00 czasu lokalnego. Po oblocie nowej konstrukcji, w chińskich mediach pojawiła się informacja o nazwie Kun Peng (nazwa mitycznego ptaka). Nie znalazła ona jednak potwierdzenia w oficjalnych źródłach. Według niepotwierdzonych doniesień wybudowano dwie maszyny, jedną do prób w locie a drugą do prób statycznych na ziemi. Nie jest jasne w jakim stopniu chińscy konstruktorzy korzystali z zagranicznych rozwiązań. Oficjalnie ujawniono fakt korzystania z elementów konstrukcyjnych Ił-76MD, ale amerykańskie źródła wskazują na fakt aresztowania w grudniu 2008 roku inżyniera Boeinga chińskiego pochodzenia mającego przekazywać chińczykom dokumentacji technicznej Boeing C-17 Globemaster III. Według niepotwierdzonych doniesień Y-20, może być realizacją projektu samolotu An-70-600, pierwotnie napędzanego silnikami turbośmigłowymi, mającymi zostać zastąpionymi jednostkami odrzutowymi. Nie jest również jasne na ile Y-20 jest docelową konstrukcją a na ile jedynie polem doświadczalnym dla przyszłych maszyn, o większym udźwigu. Takim samolotem może być Y-124 (wersja Y-20G). 16 grudnia 2013 roku w powietrze wzbił się drugi samolot prototypowy. 12 marca 2014 roku chińska prasa poinformowała o postepie prac nad samolotem. W ramach przeprowadzonych prób, zrealizowano start z maksymalną masą 220 ton i maksymalnym ładunkiem 66 ton. Osiągnięto pułap operacyjny 13 000 metrów. Ogółem do badań wybudowano pięć maszyn prototypowych, ostatnia z nich o numerze 789 została oblatana 6 lutego 2016 roku. Pomyślnie zakończone próby wojskowe umożliwiły rozpoczęcie produkcji seryjnej samolotu. Pierwsze dwie seryjne maszyny o numerach 11051 i 11052 zostały uroczyście przekazane wojsku 15 lutego 2016 roku i wcielone do sił powietrznych 6 lipca tego samego roku. Podczas wystawy China International Aviation & Aerospace Exhibition odbywającej się w dniach 1 - 6 listopada 2016 roku w Zhuhai, producent zademonstrował model proponowanej wersji cywilnej transportowca oznaczonej jako Y20F-100. Samolot mógłby przewozić maksymalnie na swoim pokładzie 65 ton ładunku a jego zasięg, z mniejszym ładunkiem wynosiłby 8000 km. Maszyna otrzymałaby nowe silniki o dużym stopniu dwuprzepływowości i nowe wyposażenie kabiny załogi.

## Konstrukcja
Y-20 jest wolnonośnym górnopłatem napędzanym czterema rosyjskimi silnikami D-30KP2 (według niektórych źródeł napędzany jest jednostkami D-30KU). Te same jednostki napędowe używane są w samolotach Ił-76, które Chiny już zakupiły. Chiny zakupiły również silniki D-30. W latach 2009–2011 pięćdziesiąt pięć jednostek a do 2015 dostarczona ma być kolejna partia 184 silników. Usterzenie samolotu w kształcie litery T. Podwozie chowane, trójzespołowe z przednim podparciem. Przednia, dwukołowa goleń chowana do wnęki w kadłubie. Podwozie główne chowane do wnęk w bocznych przykadłubowych owiewkach składające się z trzech, dwukołowych wózków ustawionych jeden za drugim po obu stronach kadłuba. W konstrukcji samolotu szeroko wykorzystano materiały kompozytowe. Skrzydło o profilach superkrytycznych i bogatej mechanizacji z trójszczelinowymi klapami sprzyja skróceniu drogi startowej maszyny. Samolot ma dysponować udźwigiem rzędu 50 000 - 55 000 kg.